# Lijst van voetbalinterlands Albanië - Montenegro (vrouwen)
Deze lijst van voetbalinterlands is een overzicht van alle officiële voetbalwedstrijden tussen de nationale vrouwenteams van Albanië en Montenegro. De landen hebben tot nu toe zes keer tegen elkaar gespeeld.

## Wedstrijden
| № | Plaats    | Datum            | Competitie        | Wedstrijd            | Uitslag |
| - | --------- | ---------------- | ----------------- | -------------------- | ------- |
| 1 | Bar       | 15 mei 2012      | Vriendschappelijk | Montenegro − Albanië | 2 − 4   |
| 2 | Shkodër   | 18 mei 2012      | Vriendschappelijk | Albanië − Montenegro | 4 − 3   |
| 3 | Petrovac  | 25 juni 2015     | Vriendschappelijk | Montenegro − Albanië | 1 − 0   |
| 4 | Elbasan   | 28 februari 2017 | Vriendschappelijk | Albanië − Montenegro | 5 − 3   |
| 5 | Podgorica | 6 juni 2018      | Vriendschappelijk | Montenegro − Albanië | 0 − 1   |
| 6 | Podgorica | 9 juni 2018      | Vriendschappelijk | Montenegro − Albanië | 2 − 2   |

## Samenvatting
| Competitie        | Totaal gespeeld | Winst Albanië | Gelijk | Winst Montenegro | Doelsaldo Albanië – Montenegro |
| ----------------- | --------------- | ------------- | ------ | ---------------- | ------------------------------ |
| Vriendschappelijk | 6               | 3             | 1      | 2                | 15 − 12                        |
| Totaal            | 6               | 3             | 1      | 2                | 15 − 12                        |